# Glasunovia
Glasunovia is een geslacht van kevers uit de familie oliekevers (Meloidae).
Het geslacht is voor het eerst wetenschappelijk beschreven in 1896 door Semenov.

## Soorten
Het geslacht omvat de volgende soorten:
- Glasunovia afghanica Semenov, 1896
- Glasunovia caspica Semenov, 1896
- Glasunovia sillemi Borchmann, 1935
- Glasunovia sinica Pic, 1938